# Benjamin St-Juste
(en) Statistiques sur pro-football-reference
Benjamin St-Juste, né le 8 septembre 1997 à Montréal dans la province de Québec, est un joueur professionnel canadien de football américain jouant au poste de cornerback dans National Football League (NFL) depuis la saison 2021 et pour la franchise des Chargers de Los Angeles dès la saison 2025.
Au niveau universitaire, il a joué pour les Wolverines de l'université du Michigan et pour les Golden Gophers de l'université du Minnesota dans la NCAA Division I FBS avant d'être sélectionné par la Washington Football Team lors de la draft 2021 de la NFL. Rebaptisée Commanders de Washington dès 2022, il joue pour cette franchise jusqu'en fin de saison 2024 avant de rejoindre les Chargers en 2025.

## Biographie

### Carrière universitaire
Ayant étudié dans les universités du Michigan et du Minnesota, St-Juste joue au football américain avec les Wolverines de 2017 à 2018 et pour les Golden Gophers de 2019 à 2020.
Avec Minnesota, il remporte 31 à 24 l'Outback Bowl 2020 joué contre Auburn.

### Carrière professionnelle

#### Draft
St-Juste est sélectionné 74e choix global lors du 3e tour de la draft 2021 de la NFL par la franchise des Washington Football Team, faisant de lui le 10e Québécois sélectionné lors d'un draft de la NFL. Il est également sélectionné par les Argonauts de Toronto en 52e choix global lors du deuxième tour de la draft 2021 de la CFL.

#### Washington Football Team / Commanders de Washington
St-Juste signe son contrat rookie d'une durée de 4 ans pour un montant de 5,1 millions de dollars avec la Washington Football Team. Le 12 septembre 2021, il fait ses débuts professionnels lors du match perdu 16 à 20 contre les Chargers de Los Angeles au cours duquel il enregistre quatre plaquages mais concède six réceptions à son opposant direct. Il est placé sur la liste des blessés en décembre 2021 à la suite d'effets secondaires consécutifs à une commotion cérébrale.
St-Juste est déplacé du poste de cornerback extérieur (outside cornerback) vers celui de slot cornerback pour le début de la saison 2022. Il récupère sa place initiale dès la 5e semaine lorsqu'il remplace William Jackson III mis sur le banc. Alors qu'il ne reste que 35 secondes de jeu lors du match joué à l'occasion du Thursday Night Football contre les Bears de Chicago, il effectue une action cruciale en poussant le wide receiver Darnell Mooney lequel retombe en dehors des limites du terrain avec le ballon, ce qui permet aux Commanders de remporter le match 12 à 7. En 9e semaine contre les Vikings du Minnesota, il dévie une passe de Kirk Cousins qui permet au cornerback de Washington, Danny Johnson (en), d'intercepter le ballon. La semaine suivante lors de la victoire contre les Eagles (invaincus sur la saison), St-Juste provoque un fumble du wide receiver Quez Watkins (en) qui permet au safety des Commanders Darrick Forrest de récupérer le ballon.
Le 6 janvier 2023, il est placé sur la liste des blessés.

#### Chargers de Los Angeles
Le 12 mars 2025, St-Juste, devenu agent libre, signe un contrat d'un an avec les Chargers de Los Angeles.

## Statistiques
| Année       | Équipe                      | Statut      | MJ |       | Plaquages | Plaquages | Plaquages | Plaquages |       | Interceptions | Interceptions | Interceptions | Interceptions |  | Fumbles | Fumbles |
| Année       | Équipe                      | Statut      | MJ | Total | Seul      | Ast.      | Sacks     | Nb.       | Yards | Déf.          | TD            | Nb.           | Rec.          |  |         |         |
| 2017        | Wolverines du Michigan      | Fr.         | 03 | 03    | 03        | 0         | 0,0       | 0         | 0     | 0             | 0             | 0             | 0             |  |         |         |
| 2019        | Golden Gophers du Minnesota | So.         | 10 | 45    | 36        | 9         | 0,0       | 0         | 0     | 10            | 0             | 0             | 0             |  |         |         |
| 2020        | Golden Gophers du Minnesota | Sr.         | 05 | 14    | 11        | 3         | 0,0       | 0         | 0     | 01            | 0             | 0             | 0             |  |         |         |
| Totaux NCAA | Totaux NCAA                 | Totaux NCAA | 18 | 62    | 50        | 12        | 0,0       | 0         | 0     | 11            | 0             | 0             | 0             |  |         |         |

| Taille               | Poids          | Bras          | Main           | Sprint   | Sprint   | Sprint   | Shuttle 20 yards | 3 cones drill | Détente         | Détente             | Développé couché | Test Wonderlic |
| Taille               | Poids          | Bras          | Main           | 40 yards | 10 yards | 20 yards | Shuttle 20 yards | 3 cones drill | verticale       | horizontale         | Développé couché | Test Wonderlic |
| 1,91 m (6 ft 3 ¼ in) | 92 kg (202 lb) | 83cm (3 ⅝ in) | 24 cm (9 ⅜ in) | 4,52 s   | 1,57 s   | 2,65 s   | 4,01 s           | 6,63 s        | 88 cm (34 ½ in) | 302 cm (9 ft 11 in) | 11 reps          | -              |

| Année      | Équipe                   | MJ |                | Plaquages      | Plaquages      | Plaquages      | Plaquages      |                | Interceptions  | Interceptions  | Interceptions | Interceptions |  | Fumbles | Fumbles |
| Année      | Équipe                   | MJ | Total          | Seul           | Ast.           | Sacks          | Nb.            | Yards          | Déf.           | TD             | Nb.           | Rec.          |  |         |         |
| 2021       | Washington Football Team | 09 | 26             | 20             | 06             | 0,0            | 0              | 0              | 03             | 0              | 0             | 0             |  |         |         |
| 2022       | Commanders de Washington | 12 | 42             | 34             | 08             | 2,0            | 0              | 0              | 07             | 0              | 1             | 0             |  |         |         |
| 2023       | Commanders de Washington | 16 | 67             | 52             | 15             | 1,0            | 1              | 0              | 17             | 0              | 2             | 0             |  |         |         |
| 2024       | Commanders de Washington | 17 | 71             | 56             | 15             | 0,0            | 0              | 0              | 07             | 0              | 1             | 1             |  |         |         |
| 2025       | Chargers de Los Angeles  | ?  | Saison à venir | Saison à venir | Saison à venir | Saison à venir | Saison à venir | Saison à venir | Saison à venir | Saison à venir | ?             | ?             |  |         |         |
| Totaux NFL | Totaux NFL               | 54 | 206            | 162            | 44             | 3,0            | 1              | 0              | 34             | 0              | 4             | 1             |  |         |         |

| Année | Équipe                   | MJ |       | Plaquages | Plaquages | Plaquages | Plaquages |       | Interceptions | Interceptions | Interceptions | Interceptions |  | Fumbles | Fumbles |
| Année | Équipe                   | MJ | Total | Seul      | Ast.      | Sacks     | Nb.       | Yards | Déf.          | TD            | Nb.           | Rec.          |  |         |         |
| 2024  | Commanders de Washington | 3  | 2     | 2         | 0         | 0,0       | 0         | 0     | 0             | 0             | 0             | 0             |  |         |         |